# Nabil Baha
Nabil Baha (Remiremont, 12 oktober 1981) is een Marokkaans voetbaltrainer en voormalig profvoetballer die bij voorkeur als aanvaller speelde. Hij sloot in 2016 zijn carrière af bij FUS Rabat. Baha was tussen 2003 en 2020 actief voor het Marokkaans voetbalelftal.